# Günther Herrmann
Günther Herrmann (1. září 1939, Trevír – 22. července 2023) byl německý fotbalista, záložník.

## Fotbalová kariéra
Začínal v SV Eintracht Trier 05. Dále hrál za Karlsruher SC a FC Schalke 04, Nastoupil ve 134 bundesligových utkáních a dal 27 gólů. Kariéru končil ve švýcarském týmu FC Sion. V Poháru vítězů pohárů nastoupil ve 2 utkáních a v Poháru UEFA nastoupil také ve 2 utkáních. Za německou reprezentaci nastoupil v letech 1960-1967 v 9 utkáních a dal 1 gól. Byl členem německé reprezentace na Mistrovství světa ve fotbale 1962, ale v utkání nenastoupil.

## Ligová bilance
| Ročník                                 | Zápasy | Góly | Klub                  |
| -------------------------------------- | ------ | ---- | --------------------- |
| Fußball-Oberliga Südwest 1956/1957     | -      | -    | SV Eintracht Trier 05 |
| Fußball-Oberliga Südwest 1957/1958     | -      | -    | SV Eintracht Trier 05 |
| Fußball-Oberliga Süd 1958/1959         | 21     | 3    | Karlsruher SC         |
| Fußball-Oberliga Süd 1959/1960         | 22     | 5    | Karlsruher SC         |
| Fußball-Oberliga Süd 1960/1961         | 30     | 3    | Karlsruher SC         |
| Fußball-Oberliga Süd 1961/1962         | 29     | 7    | Karlsruher SC         |
| Fußball-Oberliga Süd 1962/1963         | 13     | 1    | Karlsruher SC         |
| Německá fotbalová Bundesliga 1963/1964 | 16     | 4    | FC Schalke 04         |
| Německá fotbalová Bundesliga 1964/1965 | 28     | 3    | FC Schalke 04         |
| Německá fotbalová Bundesliga 1965/1966 | 33     | 7    | FC Schalke 04         |
| Německá fotbalová Bundesliga 1966/1967 | 33     | 8    | FC Schalke 04         |
| Německá fotbalová Bundesliga 1967/1968 | 24     | 5    | Karlsruher SC         |
| Švýcarská Super League 1968/1969       | 24     | 3    | FC Sion               |
| 2. švýcarská liga 1969/1970            | -      | -    | FC Sion               |
| Švýcarská Super League 1970/1971       | 20     | 23   | FC Sion               |
| Švýcarská Super League 1971/1972       | 11     | 0    | FC Sion               |
| Švýcarská Super League 1972/1973       | 26     | 2    | FC Sion               |
| Švýcarská Super League 1973/1974       | -      | -    | FC Sion               |
| Švýcarská Super League 1974/1975       | 16     | 0    | FC Sion               |
| Švýcarská Super League 1975/1976       | 116    | 0    | FC Sion               |
| CELKEM Bundesliga                      | 134    | 27   |                       |